# Tecozautla
Tecozautla ist ein ca. 7000 Einwohner zählender Ort im Westen des mexikanischen Bundesstaats Hidalgo; er ist Verwaltungssitz und größter Ort des gleichnamigen Municipios. Seit dem Jahr 2015 ist Tecozautla als Pueblo Mágico anerkannt.

## Lage und Klima
Der in einer Höhe von ca. 1822 m gelegene Ort ist etwa 140 km (Fahrtstrecke) in nordwestlicher Richtung von Pachuca de Soto, der Hauptstadt des Bundesstaats, entfernt; bis nach Mexiko-Stadt sind es etwa 200 km in südlicher Richtung. Das Klima ist zumeist gemäßigt, an vielen Tagen aber auch feucht und neblig; Regen (ca. 750 mm/Jahr) fällt überwiegend im Sommerhalbjahr.

## Bevölkerung
| Jahr      | 2000 | 2020 |
| Einwohner | 4982 | 6701 |

Der überwiegende Teil der Bevölkerung ist indianischer Abstammung; gesprochen wird neben Nahuatl auch Spanisch.

## Wirtschaft
Die Böden in der Umgebung von Tecozautla sind fruchtbar und so sind die Einwohner des Ortes und der Gemeinde hauptsächlich landwirtschaftlich orientiert; sie sind zum Teil Selbstversorger.

## Geschichte
Nach dem Untergang des Toltekenreiches im 12. Jahrhundert kamen zahlreiche Flüchtlinge auch in die Gegend von Tecozautla. Gegen die anhaltenden Übergriffe der nomadisch lebenden Chichimeken sicherten sie den Ort mit einer bis zu 6 m hohen und knapp 5 km langen Mauer, die auch noch zur Zeit der spanischen Eroberung des Nordens stand. Im Jahr 1535 begann der Franziskanermönch Juan de Sanabria mit der Missionierung der Indios.

## Sehenswürdigkeiten
- Die Kirche Santiago Apóstol und der angrenzende Konvent entstanden in den Jahren von ca. 1600 bis 1650; der Glockenturm ist deutlich jünger.[2] Das Kircheninnere ist dreischiffig; das Mittelschiffsgewölbe trägt ein Fresko.
- Der Uhrturm (torre de reloj) stammt aus dem Jahr 1904.

Umgebung
- In der Umgebung des Ortes gibt es zahlreiche Thermalquellen.